# Lady Slipper Brook
Lady Slipper Brook är ett vattendrag i Kanada.   Det ligger i provinsen Newfoundland och Labrador, i den östra delen av landet, 1 400 km öster om huvudstaden Ottawa.
I omgivningarna runt Lady Slipper Brook växer i huvudsak blandskog. Trakten runt Lady Slipper Brook är nära nog obefolkad, med mindre än två invånare per kvadratkilometer.